# Acta d'Independència de Xile
L'Acta d'Independència de Xile és el document mitjançant el qual Xile va declarar solemnement la seva independència de la Monarquia Espanyola. Va ser redactada i aprovada pel Director Suprem Bernardo O'Higgins a la ciutat de Concepció l'1 de gener de 1818. La cerimònia de jura de la independència es va realitzar el 12 de febrer del mateix any, data del primer aniversari de la batalla de Chacabuco.
L'acta original, que tenia unes frases manuscrites agregades per O'Higgins, s'hauria danyat en el Palau de la Independència. En 1832, sota el govern del president José Joaquín Prieto, es va treure una còpia acurada i es va enviar a Perú perquè fos signada per O'Higgins i després pels seus ministres d'Estat de llavors —Miguel Zañartu, Hipòlit de Villegas i José Ignacio Zenteno—, que encara vivien a Xile.
Aquesta última acta es conservava en el Palau de la Moneda fins al Cop d'estat a Xile de 1973, durant el qual s'hauria cremat o, segons la versió més difosa, hauria estat destruïda per un soldat.

## Antecedents
| « | ¿Jura usted defender la patria hasta derramar la última gota de sangre, para conservarla ilesa hasta depositarla en manos del señor don Fernando VII, nuestro soberano, o de su legítimo sucesor; conservar y guardar nuestra religión y leyes; hacer justicia y reconocer al supremo Consejero de Regencia como representante de la majestad Real? | » |
| — Juramento de los miembros de la Primera Junta Nacional de Gobierno de Chile, 18 de setembre de 1810 | |   |

Cap a 1817, el procés emancipador xilè havia entrat en una fase definitòria i no es dissimulava la finalitat buscada en aquell moment: la independència del país. Si ben diversos fets polítics i d'armes, esdevinguts a partir del 18 de setembre de 1810, podien ser considerats com a manifestació tàcita d'aquesta voluntat, encara no s'havia fet una declaració oficial i solemne d'independència.
Un dels primers textos oficials que sol ser considerat com a independentista, és el Reglament Constitucional Provisorio de 1812, promulgat per José Miguel Carrera el 27 d'octubre de 1812, que assenyalava en el seu article V que "Cap decret, providència o ordre, que emani de qualsevol autoritat o tribunals de fora del territori de Xile, tindrà efecte algun; i els que intentessin donar-los valor, seran castigats com a reus de l'Estat", encara que mantenint el reconeixement al rei Fernando VII en l'article III.
A inicis de la Pàtria Nova, Xile tenia un govern i autoritats pròpies, controlava bona part del territori, posseïa una bandera i escut nacional i encunyava la seva pròpia moneda: tots símbols d'un Estat independent. Per això, no feia falta més que fer una declaració expressa, com l'havia fet Estats Units d'Amèrica en 1776, Veneçuela en 1811, les Províncies Unides de Nova Magrana en 1813, i les Províncies Unides del Riu de la Plata en 1816.
El Director Suprem Bernardo O'Higgins, tenint present els problemes experimentats durant la Pàtria Vella i conscient que la instauració d'una assemblea o congrés, per acordar i declarar la independència, seria dificultosa i inexecutable en aquest moment; estava resolt a no convocar-la, car encara es lliuraven combats contra els realistes i no era possible aconseguir l'ordre intern indispensable per a això, per la qual cosa es va decidir utilitzar un altre mecanisme: una consulta popular o plebiscit.

## Consulta
El 13 de novembre de 1817, la Junta Suprema Delegada que exercia el poder a Santiago, en absència de Bernardo O'Higgins, que es trobava dirigint les operacions militars al sud del país, va expedir un decret ordenant que, en les quatre casernes en què es dividia administrativament la ciutat de Santiago, s'obrissin registres durant quinze dies, en un dels quals podrien signar els ciutadans que estiguessin a favor de la declaració d'independència i en un altre els d'opinió contrària. En les altres ciutats i viles s'havia de seguir el mateix procediment. 
| «                                                  | Si están cortadas las relaciones de este estado con la antigua metrópoli, si están rotas las ignominiosas cadenas que nos sujetan a ella, y si, para decirlo de una vez, está declarada de hecho por el voto jeneral la independencia política de este estado, parece infundado diferir esta solemne declaración, sin la cual nuestros sacrificios no tendrán el carácter de esfuerzos hechos por hombres libres, i acaso serán confundidos con las pretensiones en que suelen entrar los esclavos para arrancar un partido ventajoso a sus amos. Sin esta declaración, no ocuparemos el rango debido en el cuadro de las naciones, no obtendremos de ellas la protección a que es acreedora la justicia de nuestra causa | » |
| — Preámbulo del decreto de 13 de noviembre de 1817 | |   |

 El decret de convocatòria estava contingut en un bàndol imprès, que es va enviar a les autoritats de govern interior i portava les signatures dels membres de la Junta Delegada: Luis de la Creu, Francisco Antonio Pérez i José Manuel Astorga, i la del ministre de Govern Miguel Zañartu. El 15 de novembre, Zañartu va signar una circular, impresa i que estava dirigida als mateixos destinataris, instruint que el bàndol havia de ser publicat amb la major celeritat.
El resultat de la consulta convocada va ser favorable als desitjos d'O'Higgins. El nou ordre de coses comptava amb l'adhesió de la majoria dels xilens i els que encara no ho acceptaven van témer que els seus vots negatius els atraguessin persecucions sobre les seves persones o béns. Així, a Santiago i les localitats limítrofes, els registres dels favorables a la immediata independència s'omplien de signatures, mentre els que havien de contenir els vots negatius van quedar buits. No obstant això, a la província de Concepció no es va poder completar la consulta i només es va efectuar en petita part, com ho va informar O'Higgins, el 23 de desembre de 1817, des del seu campament enfront de Talcahuano: «[…] havien començat a remetre alguns partits les subscripcions […] però les ocurrències ulteriors a la província i la mesura últimament adoptada de fer emigrar d'ella a tots els seus habitants, no permeten aquesta operació».
Durant el mes de desembre, en comprovar-se els resultats, el govern va iniciar els preparatius per realitzar una solemne declaració d'independència. Aquest fet va coincidir, a més, amb les notícies sobre el proper arribo d'una nova expedició realista, destinada a reconquistar el territori xilè, al comandament del brigadier espanyol Mariano Osorio.

## Redacció i signatura
Després de la consulta popular, es va resoldre plasmar, a imitació del realitzat en altres països, la declaració d'independència en una acta en què s'expressés, de manera clara i concís, la voluntat del poble xilè i, alhora, publicar un manifest oficial en què s'exposessin els fonaments i raons per a tal decisió. De la primera s'encarregaria Miguel Zañartu i de la segona, Bernardo Vera i Pintat.

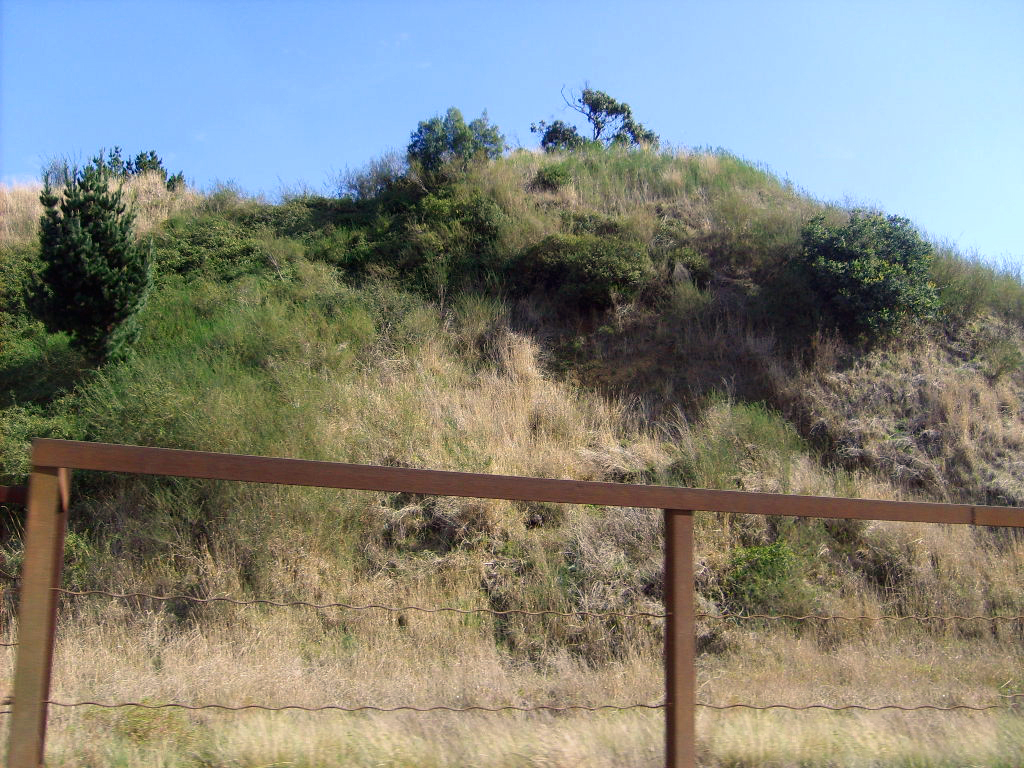
El Morrillo de Pereres en Talcahuano.

A finalitats de 1817, Bernardo O'Higgins es trobava assetjant a les forces espanyoles en Talcahuano. Quan la incerta situació militar va obligar a aixecar el lloc de Talcahuano, i estant en el Morrillo de Perales, un lloc escollit per les avançades patriotes i des del qual es dominava un dels accessos de Talcahuano, hauria redactat l'1 de gener de 1818 sobre un tambor, segons compte la tradició, una comunicació dirigida al coronel espanyol José Ordóñez, ex Intendent de Concepción i que controlava en aquest moment el port de Talcahuano, notificant-li de la independència, on assenyalava que Xile era un «país lliure i sobirà, no una província insurgent». Aquesta és considerada com la primera acta d'independència de Xile.
Alejandro Mihovilovich sosté que la idea d'O'Higgins va ser llançar aquella acta als realistes, per la qual cosa hauria estat llançada aquest mateix dia sota els murs dels assetjats. Carlos Oliver Schneider, en el Llibre d'Or de Concepción assenyala que tal acció va ser feta a manera de desafiament a l'expedició de Mariano Osorio, que es trobava propera a marxar sobre Concepción, com a expressió que les coses havien variat des de 1814: els espanyols estarien envaint el sòl d'un Estat sobirà i independent. No obstant això, Oliver reconeix que no hi ha comprovació documental sobre aquest fet i menys sobre el parador d'aquesta acta. D'altra banda, en el denominat Testament Polític, document datat a Lima a l'octubre de 1842, en record d'aquell succés, O'Higgins recomana en dotzè lloc: «La construcció de molls flotants, camins de fusta i ferrocarrils i la fundació d'una ciutat en el lloc del meu campament prop de Talcahuano, on he signat la declaració de la Independència i que deu cridar-se en memòria de tal fet, la ciutat d'Independència».

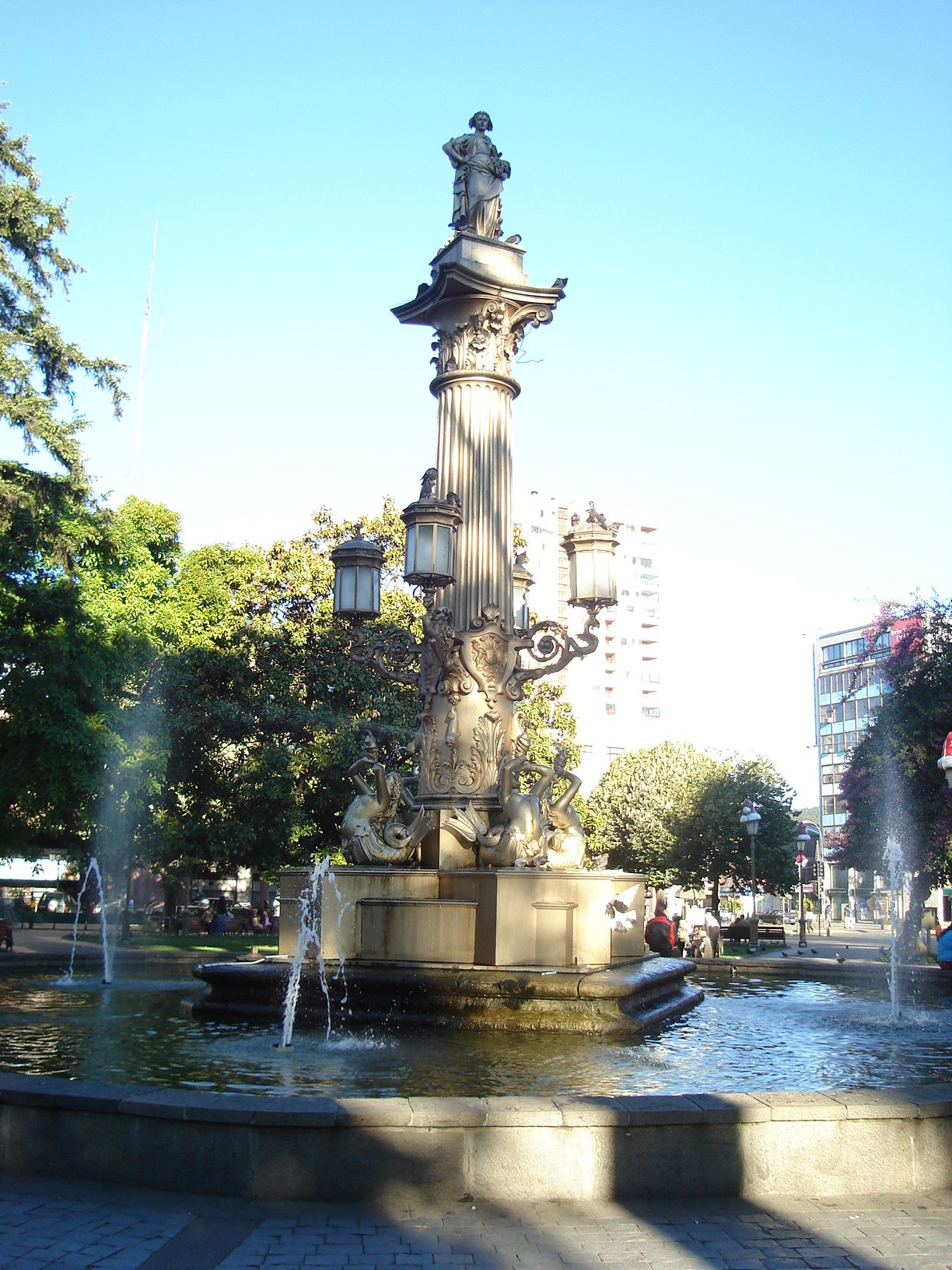
Plaza de la Independència, la plaça d'Armes de Concepción.

Aquest mateix dia 1 de gener de 1818, a la Plaça d'Armes de Concepción, davant l'Exèrcit, O'Higgins hauria declarat i jurat solemnement la independència de Xile. Per aquest motiu aquesta plaça va passar a denominar-se des de llavors Plaza de la Independència. Els testimoniatges documentals són escassos i, la majoria dels esdeveniments que van envoltar aquesta declaració, descansen en la tradició oral local. La Plaça de la Independència recorda el fet amb un monòlit, però en ell només s'assenyala que es va proclamar solemnement la independència. De l'existència d'una acta d'independència no hi ha proves i tampoc es coneix el seu text. De totes maneres, en el document subscrit per O'Higgins, davant l'escribà públic de Lima, el 17 d'octubre de 1842, pocs dies abans de la seva defunció, expressa que «el primer de gener de 1818, com a òrgan de la voluntat nacional, vaig declarar solemnement la independència de Xile a la ciutat de Concepción».
Oliver indica que l'acte realitzat en el Morrillo de Perales va ser realçat amb la cerimònia solemne a la plaça de Concepción, davant les tropes formades en quadre «enfront de la llavors caserna de dracs de la Frontera i que estava ocupat pel Batalló Núm. 3 d'Infanteria de Arauco». Al seu torn, Luis València Avaria agrega que en aquesta ocasió es va oferir una missa, oficiada pel prevere José Ignacio Cienfuegos, i enfront de la caserna a la plaça es va col·locar una taula i una cadira propietat del coronel Patiño, amo de la propietat situada a l'actual carrer O'Higgins 935 de Concepción. En aquest últim immoble es va celebrar un banquet en homenatge als caps de l'exèrcit patriota, on es van servir quatre garrins, als quals se'ls va donar el nom dels quatre principals oficials de l'exèrcit realista.
El 17 de gener de 1818, Luis de la Creu que va passar, com a Director Suprem Delegat, a reemplaçar en les seves funcions a la junta delegada, va enviar des de Santiago un ofici a O'Higgins, que havia arribat a Talca al capdavant de l'exèrcit, remetent l'esborrany de l'acta de la declaració d'independència. Aquesta era una peça llarga i difusa en la qual, volent-se assenyalar els motius que feien necessària aquella declaració, enumerava els greuges que hauria rebut Xile de part de la seva metròpoli, fins a induir-ho a pronunciar-se en oberta rebel·lió.
Aquest text no va ser del grat de Bernardo O'Higgins, qui no va aprovar la seva forma i les declaracions en ell contingudes, manifestant en la seva resposta, datada en Talca a 22 de gener de 1818, enmig dels afanys provocats per la situació militar del moment, que «[c]onozco que els meus coneixements no són suficients per donar a l'esborrany el retoc necessari, i sembla que ni àdhuc per censurar-ho; però, parlant amb franquesa, crec que el sentit comú és bastant per conèixer que pot arribar-se a altres graus de perfecció»; a més va assenyalar, en retornar-li-ho al coronel Cruz, que «un just temor al tribunal sever de la censura universal, el respecte a causa de la saviesa de les nacions i refinada política dels gabinets, m'ha detingut subscriure-li». Per això, a continuació, va disposar que una comissió, integrada per Manuel de Sales, Juan Egaña, Miguel Zañartu i Bernardo de Vera i Pintat, redactés un nou text.

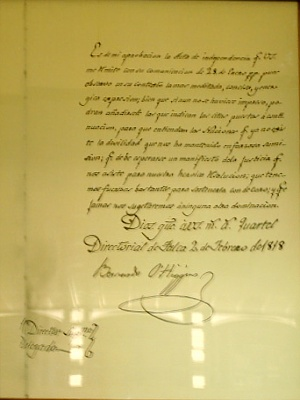
Aprovació de l'Acta d'Independència de Xile pel director suprem Bernardo O'Higgins, exhibida al Congrés Nacional de Xile, Valparaíso.

L'encàrrec va ser complert de la millor manera possible. El 28 de gener, Luis de la Creu va enviar l'acta a Bernardo O'Higgins, qui encara romania en Talca; però a causa de la urgència de la seva proclamació, va ser ordenada al mateix temps la seva impressió a Santiago sent datada, d'acord amb les instruccions del Director Suprem, «en Concepció a primer de l'actual». O'Higgins, va aprovar l'acta el 2 de febrer, introduint-los quatre esmenes manuscrites, per ser agregades abans que fos impresa, però això no va ser possible doncs ja es trobava editada. El document de proclamació va ser signat a causa d'aquestes circumstàncies i va ser guardat així en els arxius.
| «                                                  | :Es de mi aprobación la Acta de independencia que Vuestra Señoría me remite con su comunicación de 28 de gener pasado, pues observo en su contexto la más meditada, concisa y enérgica expresión; bien que si aún no se habían impreso, podrán añadirle las que indican las citas puestas a continuación para que entiendan las naciones que ya no existe la debilidad que nos ha mantenido en forzosa sumisión; que debe esperarse un manifiesto de la justicia que nos asiste para nuestra heroica resolución; que tenemos fuerzas bastantes para sostenerla con decoro; y que jamás nos sujetaremos a ninguna otra dominación. Dios que a Vuestra Señoría guarde muchos años. Quartel Directorial de Talca 2 de febrero de 1818. Bernardo O´Higgins Señor Director Supremo/Delegado | » |
| — Aprobación del Acta de la Independencia de Chile | |   |

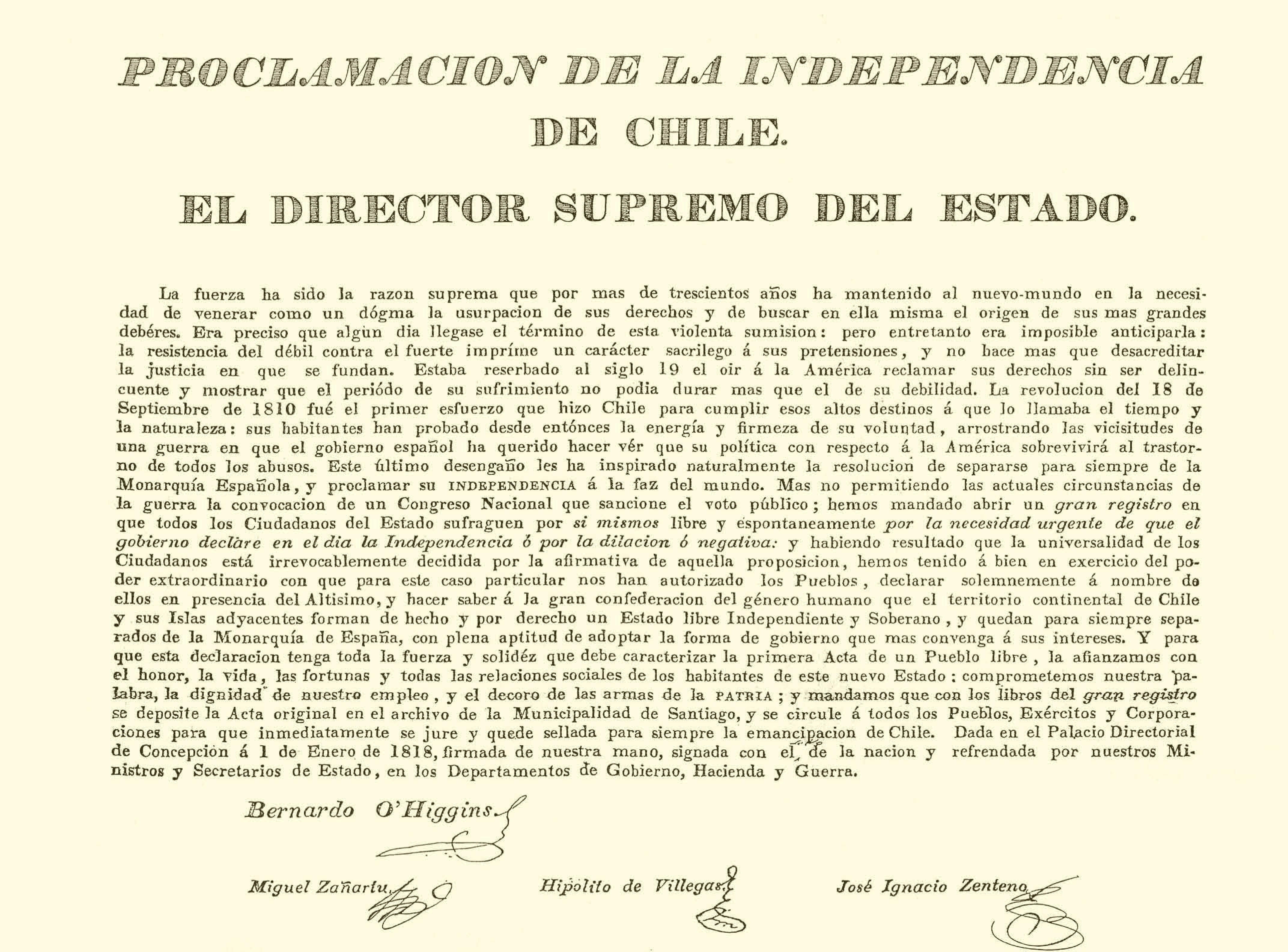
Proclamació de la Independència de Xile amb les signatures d'O'Higgins i els seus ministres.

Ara bé, la determinació de l'autor intel·lectual de l'acta de proclamació de la independència és un tema discutit. Miguel Zañartu i Bernardo Monteagudo, que recentment havia arribat des d'Europa i que es trobava al servei del govern xilè, es disputen aquest privilegi. El segon ho va al·legar epistolarment i el primer, l'autor segons la tradició oral, mancava de documentació probatòria pertinent.
La proclamació de la independència no va portar signatures, sinó fins a molts anys després. En 1832, el president José Joaquín Prieto, considerant que tan important document havia de conservar-se en el Palau de Govern, va ordenar que l'hi reconstituís sota la direcció de Miguel Zañartu. El document així reconstituït va ser signat pel mateix Zañartu, Hipòlit Villegas i José Ignacio Zenteno, com a ministres d'Estat d'aquell llavors, en les carteres de Govern, Hisenda i Guerra; havent de ser enviat a Perú perquè Bernardo O’Higgins el pogués signar.
Aquesta última acta es va conservar en el Palau de la Moneda fins al Cop d'estat de 1973. Durant aquest succés, segons la versió més difosa, va ser destruïda per un membre de l'exèrcit. D'acord amb aquest relat, quan va començar a cremar-se el saló Carrera, l'acta que es trobava en una vitrina, va aconseguir ser rescatada i va ser lliurada a Salvador Allèn, qui la va guardar. Aquest últim li hauria sol·licitat a Eduardo Parets que li lliurés l'acta a Miria Contreras —més coneguda com la "Payita"—, secretària privada i amant d'Allèn, perquè la protegís. Quan la Payita, al costat d'altres supervivents del bombardeig a la Moneda, van abandonar l'edifici per Morandé 80, van ser detinguts per soldats. Un d'aquests li va exigir treure's la jaqueta que tenia posada, procedint a trencar un document que tenia en el seu interior, com un simple «paper vell», sense escoltar els seus advertiments: ella li hauria assenyalat que no ho fes, car es tractava de l'acta de la independència de Xile.

## Contingut
| «                                         | El Director Suprem de l'Estat La força ha estat la raó suprema que durant més de tres-cents anys ha mantingut al Nou Món en la necessitat de venerar com un dogma la usurpació dels seus drets i de buscar en ella mateixa l'origen dels seus deures més grans. Calia que algun dia arribés la fi d'aquesta violenta submissió; però, mentrestant, era impossible anticipar-la: la resistència del feble contra el fort imprimeix un caràcter sacríleg a les seves pretensions i no fa més que desacreditar la justícia en què es funden. Estava reservat al segle xix el sentir a Amèrica reclamar els seus drets sense ser delinqüent i mostrar que el període del seu patiment no podia durar més que el de la seva debilitat. La revolució del 18 de setembre de 1810 va ser el primer esforç que va fer Xile per a complir aquests alts destins a què la cridava el temps i la natura; els seus habitants han provat des de llavors l'energia i fermesa de la seva voluntat, encarant les vicissituds d'una guerra en què el Govern espanyol ha volgut fer veure que la seva política respecte a l'America sobreviurà al trastorn de tots els abusos. Aquest últim desengany els ha inspirat, naturalment, la resolució de separar-se per sempre de la Monarquia Espanyola i proclamar la seva independència a la faç del món. Però, no permetent les actuals circumstàncies de la guerra la convocació d'un Congrés Nacional que sancioni el vot públic, hem enviat obrir un Gran Registre en què tots els ciutadans de l'Estat sufraguin per si mateixos, lliure i espontàniament, per la necessitat urgent que el Govern declari aquell mateix dia la independència, o per la dilació o negativa. I havent resultat que la universalitat dels ciutadans està irrevocablement decidida per l'afirmativa d'aquella proposició, hem considerat, en exercici del poder extraordinari amb què per a aquest cas particular ens han autoritzat els pobles, declarar solemnement, en el seu nom, en presència de l'Altíssim, i fer saber a la gran confederació del gènere humà, que el territori continental de Xile i les seves illes adjacents, formen de fet i per dret, un Estat lliure, independent i sobirà, i queden per sempre separats de la Monarquia d'Espanya, amb plena aptitud d'adoptar la forma de Govern que més convingui als seus interessos. I perquè aquesta declaració tingui tota la força i solidesa que ha de caracteritzar la primera Acta d'un poble lliure, la refermem amb l'honor, la vida, les fortunes i totes les relacions socials dels habitants d'aquest nou Estat; comprometem la nostra paraula, la dignitat de la nostra ocupació i el decòrum de les branques de la pàtria; i manem que amb els llibres del Gran Registre es dipositi l'Acta Original a l'Arxiu de la Municipalitat de Santiago, i se circuli a tots els pobles, exèrcits i corporacions, perquè immediatament es juri i quedi segellada per sempre l'emancipació de Xile. Donada al Palau Directorial de Concepción l'1 de gener de 1818, signada de la nostra mà, signada amb el de la nació, i ratificada pels nostres ministres i secretaris d'Estat, en els departaments de Govern, Hisenda i Guerra | » |
| — Proclamació de la Independència de Xile | |   |

| « | :(a) "que ya no existe" (b) "reservando hacer demostrables oportunamente, en toda su extensión, los sólidos fundamentos de esta justa determinación" (c) "afianzada en las fuerzas y recursos que tiene para sostenerla con dignidad y energía" (d) "y de otra cualquiera dominación" | » |

## Jura de la independència

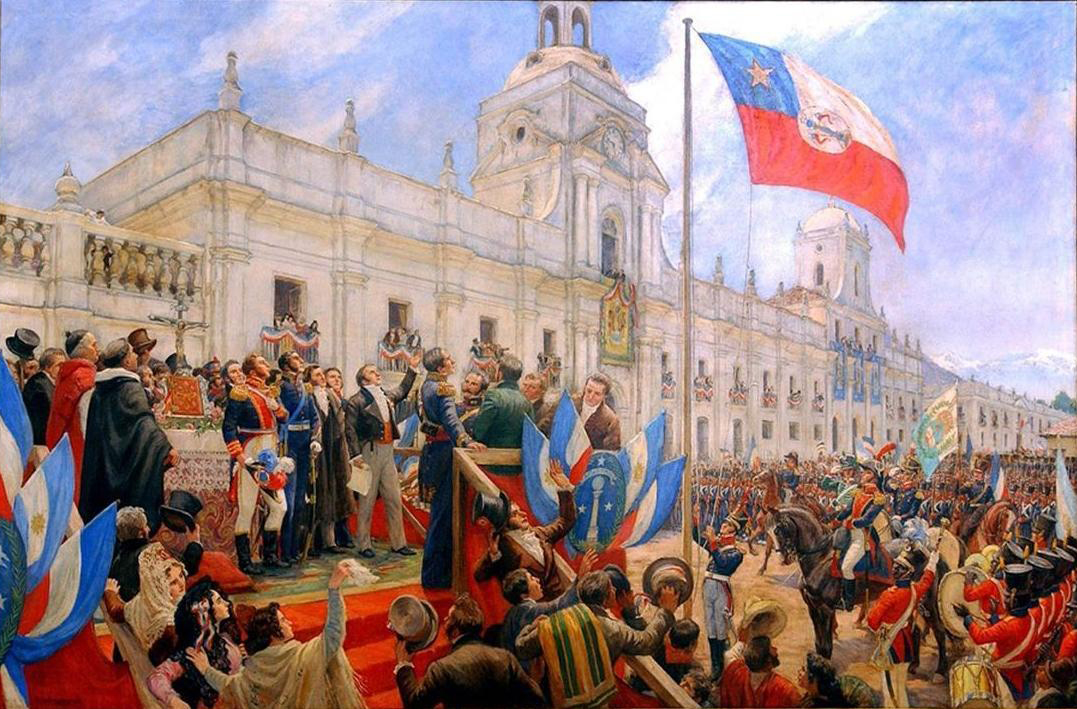
Proclamació i jura de la Independència de Xile, per Pedro Subercaseaux (1945).

El 9 de febrer, Luis de la Creu va publicar per bàndol el programa de cerimònies i festa públiques per a aquell dia a Santiago. Les activitats van començar l'11 de febrer en la tarda, amb el llançament de salves de canó des del turó Saint Lucia. A les nou del matí del 12 de febrer van concórrer totes les autoritats i el poble al Palau Directorial de Santiago, on es va muntar un escenari, enfront de la plaça d'Armes.
La cerimònia va ser iniciada per José Gregorio Argomedo, fiscal de la Cambra d'apelacions, que va pronunciar un discurs en representació del govern; a continuació, el ministre Miguel Zañartu va llegir l'Acta de la Independència. Al final de la seva lectura, el Director Suprem Delegat, Luis de la Creu, va col·locar les seves mans sobre una bíblia i va prestar el següent jurament: «Juro a Déu i prometo a la pàtria sota la garantia del meu honor, vida i fortuna sostenir la present declaració d'independència absoluta de l'Estat xilè de Fernando VII, els seus successors i de qualsevol altra nació estranya».
Després, el mateix director suprem delegat, va sol·licitar el jurament a José Ignacio Cienfuegos, com a administrador del bisbat de Santiago, qui a la fórmula anterior va afegir: «I així juro perquè creo en la meva consciència que aquesta és la voluntat de l'Etern»; i de seguida, el coronel Cruz va rebre el jurament de José de Sant Martín, com a general en Cap de l'Exèrcit de Xile. Fet això, el ministre Zañartu prenc jurament simultani a les altres autoritats i funcionaris públics. Finalment, l'intendent de Santiago Francisco de Borja Fontecilla li va prendre jurament al poble.
El 13 de febrer es va cantar un Et Deum en la catedral de Santiago i, l'endemà, es va celebrar una missa d'acció de gràcies. En acabar aquesta última, Tomás Guido va oferir un discurs dirigit a felicitar al poble xilè, en nom del govern de Buenos Aires. Les festes públiques a Santiago, per la proclamació i jura de la independència, van continuar fins al dia 16. L'acta de la independència impresa va ser distribuïda profusament entre el poble; també es va repartir, encara que en menor proporció, el Manifest que fa a les nacions el suprem director de Xile dels motius que justifiquen la revolució i la declaració de la seva independència, redactat per Bernardo Vera.
A la ciutat de Talca el mateix dia 12 de febrer, Bernardo O'Higgins va presidir la jura de la independència de l'exèrcit del sud, cerimònia que es va celebrar amb salves, una missa, Et Deum i festivitats públiques. Durant aquests mateixos dies, es va proclamar i va jurar la independència de Xile en les altres viles i ciutats, amb tot l'aparell que va ser possible disposar en cadascuna d'elles. En La Serena la independència va ser jurada el 27 de febrer, encara que les festes es van estendre fins a l'1 de març i a Copiapó la cerimònia es va efectuar entre el 27 i 28 de març.
El 15 de juny de 1820 es va efectuar el jurament en Valdivia, tan bon punt Thomas Cochrane realitzés la presa d'aquella ciutat, que es trobava en poder dels realistes. Mentre que, el 22 de gener de 1826, es va jurar solemnement la independència en Sant Carlos de Chiloé, després del @tratar Tantauco que va permetre l'annexió de l'arxipèlag de Chiloé a Xile.